# Detroit Jr. Red Wings
I Detroit Jr. Red Wings sono una ormai scomparsa squadra USA di livello Tier II Junior "A"  di hockey su ghiaccio con sede a Detroit. Erano una squadra giovanile legata ai Detroit Red Wings.

## Storia
I Jr. Red Wings nacquero nel 1958 come membri della Border Cities Junior B Hockey League.  Quando la lega fallì nel 1964 passarono alla Michigan Junior Hockey League.  In questo lasso temporale (1964-1970) assunsero il nome di Detroit Olympia.
Dopo il grande scisma dell'hockey canadese nel 1970, i Detroit Jr. Red Wings divennero i primi campioni Tier II Junior "A" del Canada centrale, vincendo la prima Dudley Hewitt Cup, il trofeo della Southern Ontario Junior A Hockey League.  Questo permise loro di partecipare alla Centennial Cup 1971.  La squadra era guidata dal capocannoniere e MVP della lega Mark Howe, figlio di Gordie Howe.
Entrarono nella neonata North American Hockey League nel 1976, lega in cui vinsero undici titoli con il nome di Compuware Ambassadors.

## Risultati stagione per stagione
| Stagione | GP                                         | W                                          | L                                          | T                                          | GF                                         | GA                                         | P                                          | Risultati                                  | Playoffs                                   |                                            |                                            |
| 1958-59  | 12                                         | 6                                          | 6                                          | 0                                          | 46                                         | 64                                         | 18*                                        | 3° BCJBHL                                  |                                            |                                            |                                            |
| 1959-60  | 30                                         | 21                                         | 6                                          | 3                                          | 149                                        | 93                                         | 45                                         | 1° BCJBHL                                  |                                            |                                            |                                            |
| 1960-61  | 32                                         | 27                                         | 5                                          | 0                                          | 176                                        | 85                                         | 54                                         | 1° BCJBHL                                  |                                            |                                            |                                            |
| 1961-62  | 30                                         | 19                                         | 11                                         | 0                                          | 155                                        | 111                                        | 38                                         | 2° BCJBHL                                  |                                            |                                            |                                            |
| 1962-63  | 35                                         | 23                                         | 11                                         | 1                                          | 157                                        | 116                                        | 47                                         | 2° BCJBHL                                  |                                            |                                            |                                            |
| 1963-64  | 30                                         | 14                                         | 16                                         | 0                                          | 148                                        | 134                                        | 28                                         | 4° BCJBHL                                  |                                            |                                            |                                            |
| 1964-69  | Classifiche Michigan Jr. B non disponibili | Classifiche Michigan Jr. B non disponibili | Classifiche Michigan Jr. B non disponibili | Classifiche Michigan Jr. B non disponibili | Classifiche Michigan Jr. B non disponibili | Classifiche Michigan Jr. B non disponibili | Classifiche Michigan Jr. B non disponibili | Classifiche Michigan Jr. B non disponibili | Classifiche Michigan Jr. B non disponibili | Classifiche Michigan Jr. B non disponibili | Classifiche Michigan Jr. B non disponibili |
| 1969-70  | 34                                         | 32                                         | 2                                          | 0                                          | 279                                        | 55                                         | 64                                         | 1° MJHL                                    |                                            |                                            |                                            |
| 1970-71] | 44                                         | 26                                         | 12                                         | 6                                          | 279                                        | 197                                        | 58                                         | 2° SOJAHL                                  | vince la lega, vince DHC                   |                                            |                                            |
| 1971-72  | 56                                         | 35                                         | 16                                         | 5                                          | 333                                        | 225                                        | 75                                         | 2° SOJAHL                                  | perde in finale                            |                                            |                                            |
| 1972-73  | 60                                         | 19                                         | 37                                         | 4                                          | 237                                        | 318                                        | 42                                         | 6° SOJAHL                                  |                                            |                                            |                                            |
| 1973-74  | 62                                         | 31                                         | 25                                         | 6                                          | 293                                        | 278                                        | 68                                         | 5° SOJAHL                                  |                                            |                                            |                                            |
| 1974-75  | 61                                         | 15                                         | 37                                         | 9                                          | 202                                        | 276                                        | 39                                         | 6° SOJAHL                                  |                                            |                                            |                                            |
| 1975-76  | Statistiche NAHL non disponibili           | Statistiche NAHL non disponibili           | Statistiche NAHL non disponibili           | Statistiche NAHL non disponibili           | Statistiche NAHL non disponibili           | Statistiche NAHL non disponibili           | Statistiche NAHL non disponibili           | Statistiche NAHL non disponibili           | Statistiche NAHL non disponibili           | Statistiche NAHL non disponibili           | Statistiche NAHL non disponibili           |
| 1976-77  | 48                                         | 30                                         | 12                                         | 6                                          | 287                                        | 197                                        | 66                                         | 2° NAHL                                    |                                            |                                            |                                            |
| 1977-78  | 49                                         | 33                                         | 12                                         | 4                                          | 320                                        | 212                                        | 70                                         | 2° NAHL                                    |                                            |                                            |                                            |
| 1978-79  | 50                                         | 27                                         | 17                                         | 6                                          | 317                                        | 242                                        | 60                                         | 2° NAHL                                    |                                            |                                            |                                            |
| 1979-80  | 46                                         | 22                                         | 21                                         | 3                                          | 226                                        | 229                                        | 47                                         | 4° NAHL                                    |                                            |                                            |                                            |
| 1980-81  | 54                                         | 35                                         | 16                                         | 3                                          | 395                                        | 244                                        | 73                                         | 3° NAHL                                    |                                            |                                            |                                            |
| 1981-82  | 46                                         | 25                                         | 18                                         | 3                                          | 259                                        | 232                                        | 53                                         | 3° NAHL                                    |                                            |                                            |                                            |
| 1982-83  | 45                                         | 15                                         | 24                                         | 6                                          | 212                                        | 246                                        | 36                                         | 4° NAHL                                    |                                            |                                            |                                            |

(*) Nella stagione 1958-59 i Jr. Red Wings giocarono 3 partite da 4 punti.